# Longári
Longári (grec moderne : Λογγάρι) est une localité située dans le dème de Cynourie-du-Sud, dans le district régional d'Arcadie, dans la périphérie du Péloponnèse, en Grèce.
Selon le recensement de 2011, elle compte 19 habitants.